# Eucalyptus lane-poolei
Eucalyptus lane-poolei ist eine Pflanzenart innerhalb der Familie der Myrtengewächse (Myrtaceae). Sie kommt im südlichen Teil der Westküste Western Australias vor und wird dort „Salmonbark“, „Salmonbark Wandoo“, „White Salmon Gum“, „Salmon White Gum“ oder „Powderbark Gum“ genannt.

## Beschreibung

### Erscheinungsbild, Holz und Blatt
Eucalyptus lane-poolei wächst als mittelgroßer Baum oder in der Wuchsform der Mallee-Eukalypten, eine Wuchsform die mehr strauchförmig als baumförmig ist. Es werden Wuchshöhen von 3 bis 12 Meter erreicht. Meist sind mehrere Stämme vorhanden, die einen Lignotuber ausbilden. Die Borke ist größtenteils glatt und weiß gepudert. Das Holz ist wechseldrehwüchsig, kräftig rötlichbraun und nimmt beim Trocknen, im Laufe der Jahre, eine dunkle violettbraune Farbe an. Das breite Splintholz ist hell.
Es liegt Heterophyllie vor.  Die Laubblätter sind stets in kurzen Blattstiel und Blattspreite gegliedert. An jungen Exemplaren sind die Blattspreiten bei einer Länge von etwa 6 Zentimetern sowie einer Breite von etwa 3 Zentimetern lanzettlich bis breit-lanzettlich. Bei ihnen sind beide Blattflächen gleich gefärbt. An älteren Exemplaren sind die Blattspreiten bei einer Länge von 10 oder 11 Zentimetern sowie einer Breite von etwa 2 Zentimetern lanzettlich und leicht sichelförmig mit zugespitztem oberen Ende. Die Blattadern bei den adulten Exemplaren sind fein und unscheinbar.

### Blütenstand, Blüte und Frucht
Die Blütezeit reicht in Western Australia von Januar bis April oder August bis September. Der stielrunde Blütenstandsschaft ist etwa 1,5 cm lang. In einem Blütenstand stehen gewöhnlich vier bis sechs Blüten zusammen. Der stielrunde Blütenstiel ist etwa 1 cm lang.
Die moderat großen Blüten sind zwittrig, radiärsymmetrisch und vierzählig. Die „Operculum“ genannte Kapsel, die die glänzende Knospe umgibt, ist sehr dick und wenn fast reif leicht, jedoch deutlich spitz. Der bei einem Durchmesser von etwa 1 Zentimeter fast halbkugelige Blütenkelch verschmälert sich sehr abrupt in den Blütenstiel. Die Blüten sind weiß bis cremeweiß. Die vielen etwa 9 Millimeter langen Staubblätter sind in den Knospen nach innen gebogen. Die relativ großen Staubbeutel öffnen sich weit in parallelen Schlitzen. Der breite, schräge Diskus bildet einen erhabenen Ring um den Fruchtknoten.
Die bei einem Durchmesser von etwa 1 Zentimeter halbkugelförmigen, leicht konvexen Kapselfrüchte besitzen einen breiten Rand.

## Vorkommen
Das natürliche Verbreitungsgebiet von Eucalyptus lane-poolei ist der südliche Teil der Westküste von Western Australia, um Perth. Eucalyptus lane-poolei kommt in den selbständigen Verwaltungsbezirken Armadale, Busselton, Coorow, Dandargan, Gingin, Gosnells, Murray, Northam, Serpentine-Jarrahdale und Waroona in den Regionen Mid West, Peel, Perth, South West und Wheatbelt vor.
Eucalyptus lane-poolei wächst auf sandigen Lehmböden oder Sandböden, oft mit Kies über Laterit- oder Granitgestein. Eucalyptus lane-poolei findet man an Hängen oder entlang von Bachufern.

## Systematik
Die Erstbeschreibung von Eucalyptus lane-poolei erfolgte 1920 durch Joseph Maiden in der Zeitschrift Journal and Proceedings of the Royal Society of New South Wales. Das Typusmaterial weist die Beschriftung „Type from Beenup, W.A. (C. E. Lane-Poole, No. 465.)“ auf. Das Artepitheton lane-poolei ehrt den Sammler des Typusmaterials, den Förster Charles Lane Poole (16. August 1885 bis 22. November 1970).
Mit Eucalyptus relicta bildet Eucalyptus lane-poolei auch eine natürliche Hybride.